# Montáž
Montáž (odvozeno z francouzského termínu pro spojování dohromady, česky též montování) je lidská činnost, kterou lze obecně popsat jako sestavování dílčích částí v jeden jediný výsledný celek.

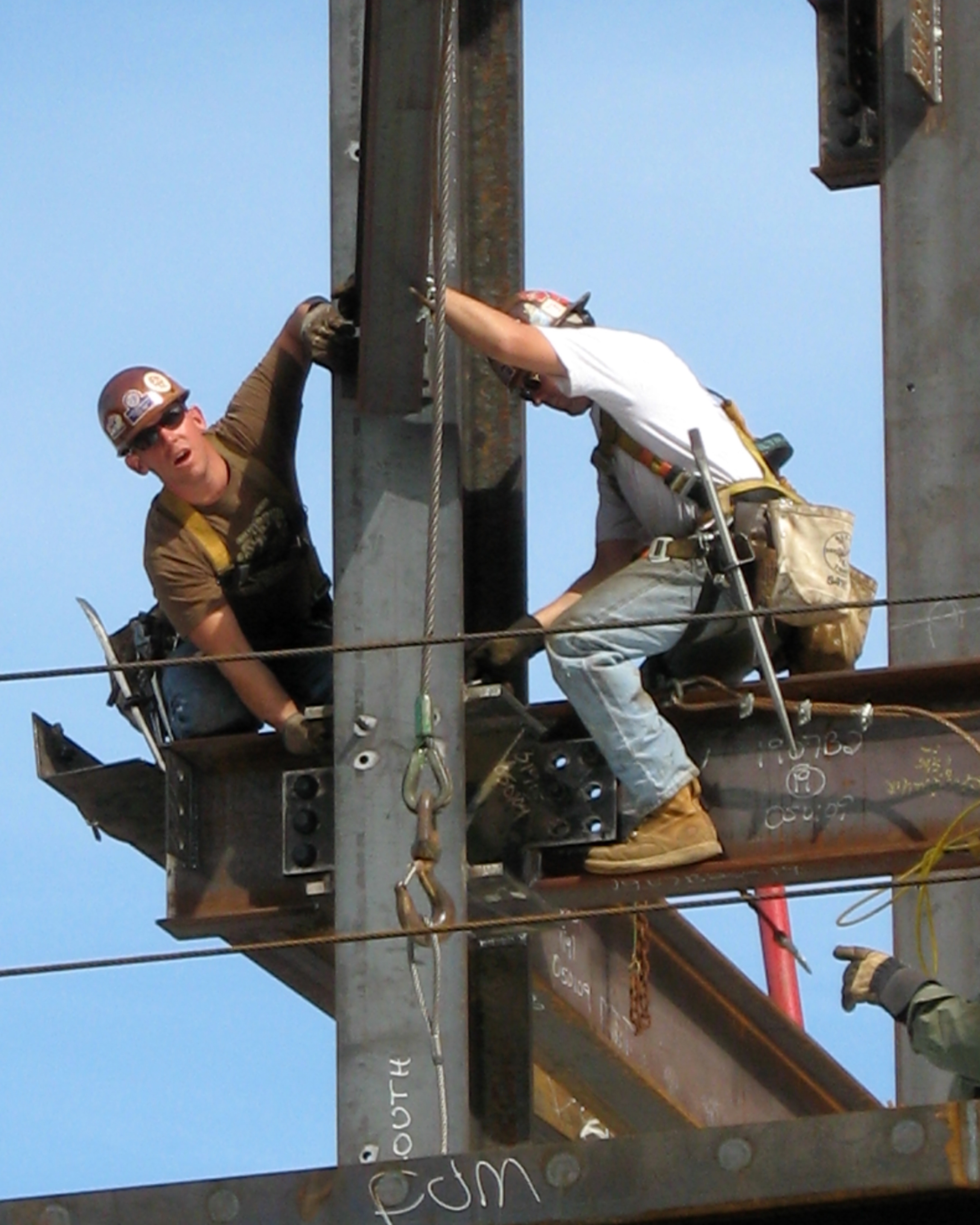
Dělníci při montáži nosného pilíře.

## Charakteristika
Ve stavebnictví znamená montáž sestavení hrubé stavby z nějakých předem připravených dílů (stavebních dílů či prefabrikátů). Ve strojírenství a elektrotechnice sestrojení (respektive smontování) nějakého strojního nebo přístrojového zařízení z jednotlivých součástek či dílčích celků do jednoho výsledného funkčního celku (stroje) s požadovanou přesností. Představuje tak závěrečnou fázi výrobního procesu. V jiných oblastech lidské činnosti se používá přenesený význam slova - např. v polygrafii, optice, fotografii (fotomontáž) apod.

## Základní způsoby montáže v průmyslu
Mechanickým a elektrickým spojením jednodušších dílů vzniká složitější celek. Pro montáž je typické, že až na výjimky nezahrnuje dělení materiálu, změnu tvaru ani provedení povrchové ochrany.
Montáž v kusové výrobě probíhá zpravidla na jediném pracovišti, kde skupina kvalifikovaných pracovníků sestavuje výrobek od základu. Takto se montují zařízení vyráběná na zakázku podle individuálních požadavků zákazníka. Jsou to hlavně výrobní stroje, jako jsou obráběcí stroje, energetická zařízení nebo výrobní linky pro potravinářský průmysl.
Montáž v sériové výrobě má nejčastěji podobu montážní linky, na které se plynule nebo v pravidelném taktu pohybuje výrobek unášený dopravníkem. Jednotlivá stanoviště jsou pak vybavena montážními přípravky, nářadím a zásobou dílů. Každé stanoviště je vybavené pro provádění konkrétních úkonů. Montážní linka může mít podobu pásu, který přesouvá drobné výrobky, typicky elektrické spotřebiče od jedné pracovnice k druhé a každá přimontuje tu svou součástku. Nejpropracovanější formou jsou podvěsné dopravníky v automobilkách, kde kolem každého vozu na každém stanovišti tancuje několik pracovníků vybavených specializovaným nářadím.
Automatizovaná montáž probíhá prakticky bez doteku lidské ruky. Montážní automaty jsou specializované linky na montáž konkrétního, poměrně jednoduchého výrobku ve stotisícových dávkách. Využívá se pro výrobu například žárovek, základních elektroinstalačních přístrojů jako jsou vypínače a zásuvky, nebo výrobu komponent pro automobilový průmysl. V tomto případě obsluha pouze doplňuje zásobníky komponent a odváží hotové výrobky. Svébytným druhem montážních automatů jsou linky pro osazování desek plošných spojů. Na začátku prázdná DPS se potiskne pájecí pastou, manipulátory naskládají do správných poloh SMD součástky a v přetavovací peci se součástky zapájí. Osazená a zapájená deska vznikne na jeden průchod linkou.

### Základní termíny
- Díl je spojení několika součástek bez vlastní funkce
- Podsestava je montážní jednotka, která představuje spojení několika součástek a dílů
- Sestava je spojení řady podsestav a dílů do celku, který má již vlastní funkčnost
- Výrobek je to výsledný produkt

## Technologičnost montáže
Nejen nové výrobky si vynucují nové montážní postupy včetně automatizace. Dostupné a výhodné montážní technologie zpětně ovlivňují konstrukci výrobků . Již při konstrukci zařízení má být zohledněna "technologičnost konstrukce" z hlediska výroby i montáže. Počíná vhodným rozčleněním výrobku do konstrukčních (sestava, podsestava, díl) či montážních celků (skupiny, podskupiny, dílce), pokračuje návrhem součástí (materiálů součástek, jejich tvaru, rozměrů, přesnosti výroby, metod zhotovení), způsobů spojování a končí možným návrhem organizačního vyčlenění montáže, montáže skupin, předmontáže dle sériovosti výroby, ve vlastním výrobním procesu.  Z hlediska technologičnosti montáže je všemu nadřazena principiální koncepce výrobků, podstatně ovlivňující možný výběr materiálů. Rozvoj elektrotechniky si vždy vynucoval obrovský rozvoj plastů. Zpětně kvalitní plasty umožnily zrychlit montáž a snížit cenu výrobků odstraněním většiny šroubových a nýtovaných spojů.Skříně dnešních přístrojů spotřební elektroniky nejsou náročné truhlářské výrobky s přišroubovanými šasi. Jsou to tvarově složité a přesné plastové výlisky spojené zacvaknutím výstupků do otvorů. V optimálním případě jde vývoj výrobku a montážní technologie souběžně. První desky plošných spojů byly řídce osazené elektronickými součástkami s drátovými vývody a pájeny ručně bod po bodu. Potom přišlo pájení vlnou. Drátové vývody součástek se stále ještě musely předtvarovat, prostrčit otvory a zkrátit. Zapájení desky ale proběhlo v jediné operaci na cínové vlně. Dnešní SMD součástky mají místo drátových vývodů pájecí plošky standardizovaným způsobem rozmístěné na spodní straně. Osazení a zapájení proběhne automaticky při jediném průchodu linkou.
Zejména ve strojírenství se vyskytuje pojem "demontáž", značící rozebírání výrobku nebo jeho části. Jsou specifikovány demontážní práce (nutnost např. při montáži vřetene hrotové brusky z hlediska přesnosti uložení), patřící většinou mezi činnosti "nemontážního" charakteru (přizpůsobovací práce, spoje rozebíratelné a nerozebiratelné) a v sériové průmyslové výrobě nejsou žádoucí.

### Montážní přípravky
Jsou jednoúčelové pomůcky, které usnadňují sestavování a montáž výrobků. často jde o různé držáky nebo stojany, do kterých se upnou jednotlivé díly v přesně definované poloze, aby bylo možné je spojit šroubováním nebo nýtováním. Jindy zase umožňují otáčení montovaného celku tak, aby byl snadno přístupný ze všech stran. Zajišťují též dodržení přesnosti při montáži. Zvláštní skupinu tvoří polohovadla a přípravky pro svařování, vytvářející nerozebiratelná spojení součástí.

## Montážní nářadí
Práce montážníků je ulehčena vhodným umístěním nářadí. Při linkové, sériové montáži nevzpírá montážník celou hmotnost elektrického šroubováku nebo pneumatického utahováku. Nástroj je zavěšen na pomocné konstrukci a jeho hmotnost vyvážena balancerem. Snaha o usnadnění montáže je za rozšířením spousty chytrých technik. Samořezné šrouby a šrouby do plechu nepotřebují žádný přesně vyřezaný závit. Stačí jim prostřižený nebo vylisovaný otvor. Známou plochou drážku v hlavě šroubu už dávno nahradila křížová drážka Phillips nebo Pozidriv. Tu mnohem lépe zachytí hrot elektrického šroubováku. Mezi montážní nářadí lze počítat také ruční pákový či hydraulický lis, sloužící k vytváření nerozebiratelných spojů (technologií nalisování) příslušného uložení či nahrazující technologii narážení (činnost "narazit", nástroje kladivo a naražeč). 

### Vývoj montáže v elektrotechnice
V historických elektrických zařízeních bylo na konci každého izolovaného vodiče připájeno cínovou pájkou očko s otvorem pro šroub. Montér musel vodič odizolovat, očko připájet, navléct na šroub a přišroubovat. Nejdřív zmizelo pájení a očka se na vodič lisují krimpovacími kleštěmi. Pak zmizely šrouby a očka. Na vodiči je nalisovaná dutinka (faston) a na přístroji je kolík. Dutinka se nastrčí na kolík. Nověji, kde to je možné, vloží se neodizolovaný konec vodiče do plechové vidličky. Sponkou se pak vodič zatlačí proti vidličce, která prořízne izolaci i povrchovou vrstvu vodiče a vytvoří plynotěsný spoj. Mimo štípací kleště není při montáži zapotřebí další nářadí. Tak se montují datové a telefonní konektory. Nebo také elektromotory stěračových souprav automobilů. U silových zásuvek je nutné konec vodiče odizolovat.  Odizolovaný konec se zasune mezi pružinky bezšroubové svorky, laněný vodič se zajistí zaklapnutím přítlačné páčky.

## Montáž mimo montážní dílnu
Při výstavbě budov často pojem montáž splývá s pojmem instalace. Dnešní budovy obsahují velké množství vzájemně provázaných systémů zahrnutých do oboru TZB (Technická Zařízení Budov). Tento obor zahrnuje především "potrubní" technologie: zásobování vodou, plynem, kanalizaci, vzduchotechniku, vytápění, klimatizaci. V těchto odvětvích se montáž nazývá spíše instalací, instalováním a příslušný montér instalatérem. Ostatní technologie v budovách se spíše montují: zásobování elektrickou energií, výtahy, datové, telekomunikační a zabezpečovací sítě. Zde montér je montérem. Oddělit tyto systémy nelze a při jejich montáži používá montér i instalatér shodné vybavení. Montáž zařízení mimo výrobní (montážní) halu se v průmyslu obvykle nazývá externí montáž.

## Jiné významy
V přeneseném významu je montáž označení pro již hotové umělecké dílo složené z různých dílčích částí vhodně spojených do jednoho výsledného uměleckého celku (např. literární montáž, rozhlasová montáž, filmová montáž apod.).[zdroj⁠?!] Běžným pojmem je "fotomontáž".